# (2127) Tania
(2127) Tania est un astéroïde de la ceinture principale découvert le 29 mai 1971 par Lioudmila Tchernykh.
Son nom vient de Tania Savitcheva, adolescente qui avait tenu un journal pendant le siège de Léningrad.